# Alaadin al Tabriz
Pour la ville au nord-ouest de l'Iran, voir Tabriz.
Pour les articles homonymes, voir Tabrizi.
Alaadin al Tabriz, ou Alla'adin at-Tabrizi, est un joueur de Shatranj (l'ancêtre des échecs) musulman qui vécut vers la fin du XIVe siècle. Il est considéré comme le meilleur joueur de Shatranj de son époque. 
Connu sous le nom Kwaja Ali ash Shaqtranj, il était originaire de Samarkand et son nom réfère à la ville perse Tabriz. Juriste, il était attaché à la cour de Tamerlan avec laquelle il se déplaçait. Il jouait rapidement et se vantait de pouvoir jouer quatre parties simultanément à l'aveugle. Avec Tamerlan, il jouait aux « grands échecs » ou « échecs de Tamerlan », une variante du jeu d'échecs qui se jouait sur un échiquier agrandi,. 
Nous savons par un biographe de Tamerlan que Alaadin al Tabriz écrivit un livre sur les échecs qui ne nous est pas parvenu, mais nous connaissons des positions de ses parties qui ont été copiées dans d'autres manuscrits,,.